# Duits-Zuidwest-Afrika

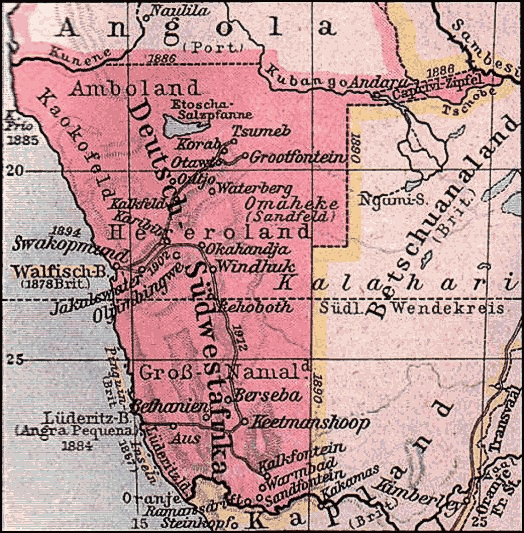
Kaart van Duits-Zuidwest-Afrika in 1904

Duits-Zuidwest-Afrika (Duits: Deutsch-Südwestafrika), het huidige Namibië, was van 1884 tot 1919 een kolonie van het Duitse Rijk. Veel plaatsnamen herinneren nog aan die tijd, zoals Swakopmund en Lüderitz, maar ook de naam van de Caprivistrook dateert uit die periode.

## Onofficieel volkslied
Duits Zuidwest-Afrika had een eigen onofficiële volkslied, Südwesterlied die tegenwoordig nog steeds populair is, met name bij de Duitstalige bevolking van Namibië.

## Geschiedenis

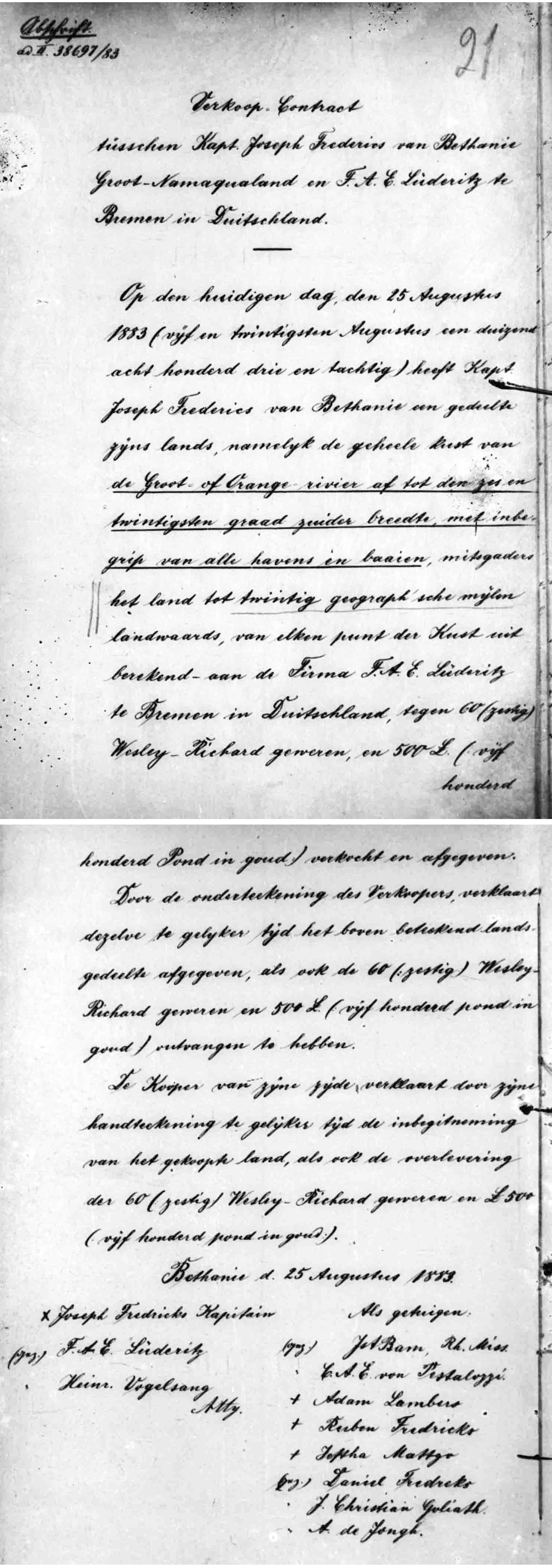
Koopcontract voor Lüderitzland, 1883

Sinds circa 1840 waren Duitse missionarissen actief in het gebied. Nadat in 1883 de Duitse koopman Adolf Lüderitz een stuk grond bij Angra Pequena had laten aankopen, de baai waar tegenwoordig de plaats Lüderitz ligt, werd het gebied in 1884 uitgeroepen tot Duits protectoraat. Slechts de enclave Walvisbaai bleef Brits.
De hoofdstad was aanvankelijk Otjimbingwe, maar sinds 1891 is dat Windhoek (Duits: Windhuk). Als onderdeel van het Zanzibarverdrag van 1 juli 1890 verkreeg Duitsland ook de Caprivistrook. 
Gouverneur Theodor Leutwein bood de plaatselijke bevolking 'bescherming' aan en wist een slepende oorlog te beëindigen. In de jaren daarna liet hij de plaatselijke bevolking veel ruimte, maar ook aan de Duitse kolonisten. Een uitbraak van runderpest dwong de plaatselijke bevolking om bij de kolonisten emplooi te zoeken.
Omdat zij door de Duitse kolonisten als slaven behandeld werden (op papier nochtans wereldwijd afgeschaft), waarbij moord en verkrachting aan de orde van de dag waren, kwamen de Herero in 1904 in opstand en doodden de kolonisten die zij hiervoor in handen kregen. Vrouwen, kinderen en missionarissen werden gespaard. De Duitsers zonden troepen onder generaal Lothar von Trotha, die zich niets aantrok van de 'falende' gouverneur Theodor Leutwein en in oktober 1904 een Vernichtungsbefehl uitvaardigde. Na ruime aarzeling werd dit door de Duitse Keizer uiteindelijk herroepen, maar door Von Trotha niettemin uitgevoerd. Later kwamen ook delen van de Nama, onder leiding van Hendrik Witbooi, in opstand omdat zij onder deze Duitse bezetting geen overlevingskans zagen. Na afloop bleek dat meer dan 80% van de Herero's en zo'n 50% van de Nama's waren omgekomen. Het hielp daarbij niet dat nadat de bevolking zich overgegeven had, de Duitsers zich niet hielden aan de termen van de overgave en doorgingen met het gewetenloos afdwingen van dwangarbeid (met geringe overlevingskansen). 
De massaslachting onder de bevolking is door de Verenigde Naties aangemerkt als genocide. De situatie van de Herero verbeterde toen Friedrich von Lindequist eind 1905 gouverneur van Duits-Zuidwest-Afrika werd. Honderd jaar later, in augustus 2004, betreurde de Duitse regering de gebeurtenissen, maar zonder te spreken van genocide (zie Namibische Genocide). Op 10 juli 2015 heeft Duitsland alsnog erkend dat er sprake was van genocide. Sinds 1990 heeft Duitsland 500 miljoen euro steun voor Namibië betaald.
In 1915, na het uitbreken van de Eerste Wereldoorlog, bezetten de Zuid-Afrikaanse troepen Duits-Zuidwest-Afrika. Tot 1990 regeerde Zuid-Afrika over het gebied onder de naam Zuidwest-Afrika en zodoende heeft de bevolking van Namibië nog lange tijd geleefd onder het apartheidsregime. Als gevolg van de Zuid-Afrikaanse grensoorlog is  Namibië sinds 21 maart 1990 onafhankelijk en zijn er vrije verkiezingen voor alle burgers.

## Bestuurders
- 1885-1890: Ernst Heinrich Göring (rijkscommissaris, later Landeshauptmann)
- 1890-1891: Louis Nels (a.i.)
- 1891-1894: Curt von François (later Landeshauptmann)
- 1894-1904: Theodor Leutwein (Landeshauptmann, sinds 1898 gouverneur)
- 1904-1905: Lothar von Trotha (a.i.)
- 1905-1907: Friedrich von Lindequist (gouverneur)
- 1907-1910: Bruno von Schuckmann (gouverneur)
- 1910-1915: Theodor Seitz (gouverneur)